# Whitechapel (film)
Whitechapel (Whitechapel. Eine Kette von Perlen und Abenteuern) è un film muto del 1920 diretto da Ewald André Dupont.

## Trama
L'assistente di un gioielliere sostituisce una preziosa collana comperata da un lord come regalo di nozze per la moglie con una falsa.

## Produzione
Il film fu prodotto dalla Gloria-Film GmbH.

## Distribuzione
Distribuito dall'Universum Film (UFA), uscì nelle sale cinematografiche tedesche, presentato in prima a Berlino il 30 settembre 1920.